# Saint-Nazaire
För andra betydelser, se Saint-Nazaire (olika betydelser).

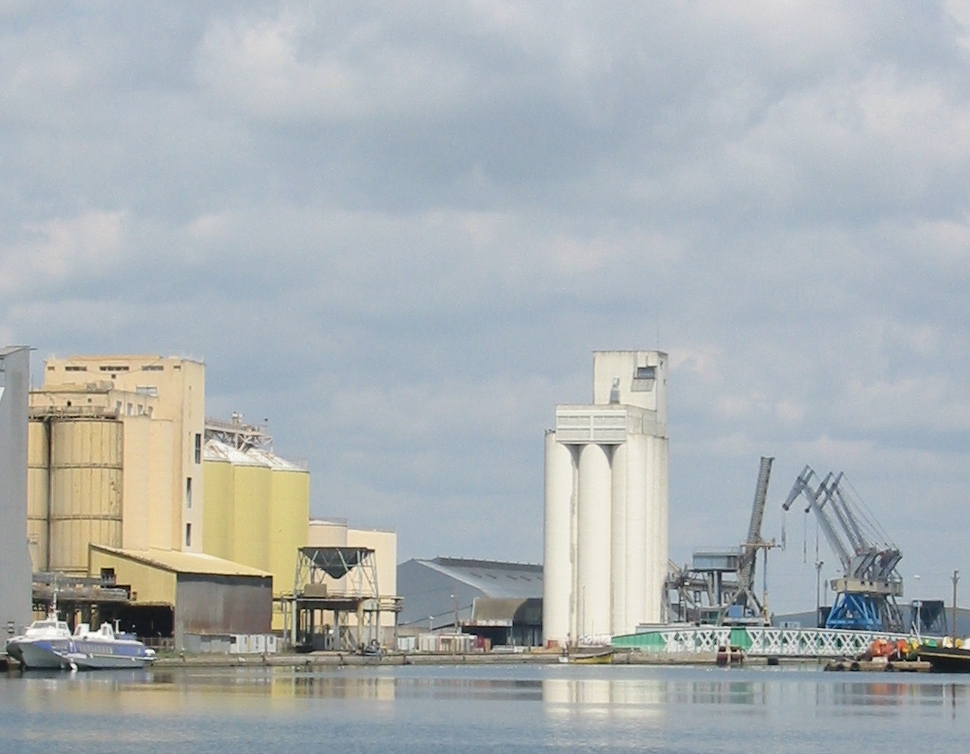
Hamnen i Saint-Nazaire.

Saint-Nazaire är en fransk hamnstad och kommun i departementet Loire-Atlantique, Pays-de-la-Loire, vid atlantkusten. Folkmängden i början av 2022 uppgick till 73 111 invånare i kommunen (46,79 km²), 143 500 invånare i det närmaste storstadsområdet (unité urbaine, 280,9 km²), och totalt 186 195 invånare i den fulla storstadsregionen (aire urbaine, 721,7 km²).

## Historia
Fram till mitten av 1800-talet var staden endast en fiskehamn men på 1850-talet utvecklades ett större hamnområde med varvsverksamhet som idag utgör kommunens viktigaste inkomstkälla.
Under andra världskriget var staden en tysk ubåts- och ytfartygsbas. Brittiska kommandosoldater förstörde i mars 1942 portarna till den stora torrdockan och vid bombanfall i februari och mars 1943 raserades stora delar av staden.

## Transport
Flygplatsen Montoir ligger cirka 5 km nordost om Saint-Nazaire.

## Befolkningsutveckling
Antalet invånare i kommunen Saint-Nazaire
| Referens: INSEE |

## I litteraturen
I boken De sju kristallkulorna, av Hergé, kommer Tintin och kapten Haddock i sin jakt på den bortrövade Karl Kalkyl till hamnstaden Saint Nazaire. Där stöter de på general Alcazar som skall ta båten till sitt hemland. Spåren leder dem vidare till en annan fransk hamnstad - La Rochelle. Berättelsen publicerades i den tyskkontrollerade tidningen Le Soir under åren 1943 - 1944. Trots att andra världskriget pågick för fullt märks detta inte av på något sätt i bokens händelser. 